# Aontú
Aontú [ˈeːn̪t̪uː] (irisch für „Einheit“, „Zustimmung“) ist eine politische Partei der Republik Irland und in Nordirland. Ein zentrales Thema der Partei ist die Ablehnung des Schwangerschaftsabbruchs.

## Parteigeschichte
Die Partei wurde 2019 von Peadar Tóibín, einem Abgeordneten des Dáil Éireann, des Unterhauses des irischen Parlaments gegründet. Tóibín war seit 2011 Abgeordneter für Sinn Féin im Dáil Éireann. Im Parlament fiel er vor allem durch seine radikale Ablehnung der Abtreibung auf. Im Jahr 2013 geriet er mit der Sinn-Féin-Parteiführung in Konflikt, als er gegen die Protection of Life During Pregnancy Bill 2013 stimmte. Dieses Gesetz erlaubte den Schwangerschaftsabbruch unter bestimmten Bedingungen (Gefahr für das Leben der werdenden Mutter, einschließlich Gefahr des Suizids, wobei letztere Bestimmung am umstrittensten war). Die Sinn-Féin-Parteiführung hatte den Gesetzesentwurf unterstützt und Tóibín wurde wegen Verstoßes gegen die Fraktionsdisziplin für ein halbes Jahr temporär aus der Sinn-Féin-Parlamentsfraktion ausgeschlossen. Beim Referendum über die Abschaffung des Abtreibungsverbotes in Irland 2018 sprach er sich für ein „Nein“-Votum aus. Im Jahr 2018 wurde er erneut für 6 Monate aus der Fraktion ausgeschlossen, nachdem er entgegen dem Fraktionsbeschluss gegen die Regulation of Termination of Pregnancy Bill gestimmt hatte, die eine unlimitierte Abtreibung während der ersten 12 Schwangerschaftswochen erlaubte. Daraufhin erklärte Tóibín am 15. November 2018 seinen Austritt aus Sinn Féin und äußerte gleichzeitig die Hoffnung, dass er eine neue Partei gründen könne.
Nachdem Tóibín eine Weile Werbung für die zu gründende Partei unter Gleichgesinnten gemacht hatte, erklärte er am 28. Januar 2019 auf einer Veranstaltung in Belfast, dass die neue Partei den Namen Aontú tragen solle.
Bei dem Referendum über die Verfassungsänderungen bezüglich Ehe und Familie war Aontú neben Independent Ireland die einzige im Parlament vertretene Partei, welche die schließlich mit großer Mehrheit erfolgreiche Ablehnung der Vorlage unterstützte.

## Ideologie
Die Partei gehört in das irisch-republikanische Spektrum und setzt sich für die Vereinigung Nordirlands mit der Republik Irland ein. Genauso wie Sinn Féin lehnt sie eine politische Mitarbeit von in Nordirland gewählten Unterhausabgeordneten im Parlament von Westminster ab. Ein zentraler Programmpunkt ist die Ablehnung jeder Liberalisierung des Schwangerschaftsabbruchs. In Bezug auf die Wirtschafts- und Sozialpolitik nimmt die Partei eher linke Positionen ein, zeigte sich zum Teil aber auch einwanderungskritisch. Inhaltlich ähnelt das Parteiprogramm bis auf die Haltung zum Schwangerschaftsabbruch stark dem Programm der Sinn Féin.

## Wahlergebnisse

### Republik Irland
Wahlen zum Dáil Éireann und Wahlen zum Europaparlament erfolgen nach Präferenzwahlrecht.
| Jahr | Wahl              | Stimmenanteil | Sitze |
| ---- | ----------------- | ------------- | ----- |
| 2020 | Dáil Éireann 2020 | 1,9 %         | 1/160 |
| 2024 | Europawahl 2024   | 3,8 %         | 0/14  |
| 2024 | Dáil Éireann 2024 | 3,9 %         | 2/174 |

### Nordirland
Die Wahlergebnisse in der folgenden Tabelle sind jeweils (auch für die gesamt-britischen Wahlen) auf Nordirland bezogen. Unterhauswahlen erfolgten durchgehend nach Mehrheitswahlrecht und Wahlen zur Nordirland-Versammlung ab 1998 nach Präferenzwahlrecht.
| Jahr | Wahl                        | Stimmenanteil | Sitze |
| ---- | --------------------------- | ------------- | ----- |
| 2019 | Unterhauswahl 2019          | 1,2 %         | 0/18  |
| 2022 | Nordirland-Versammlung 2022 | 1,5 %         | 0/90  |
| 2024 | Unterhauswahl 2024          | 1,0 %         | 0/18  |